# 美国的传统保守主义
美國的傳統保守主義是一種政治、社會哲學和保守主義變體，基於亞里士多德和埃德蒙·伯克的哲學和著作。傳統保守派強調社會秩序的紐帶，反对過度個人主義，捍卫祖傳制度。
一些觀察家表示，傳統保守主義已被財政保守派和社會保守派（尤其是基督教右翼）所掩蓋。

## 18世纪
就“古典保守主義”而言，美国早期保守派聯邦黨人與歐洲式的貴族、君主製或既定宗教無關。歷史學家約翰·P·迪金斯曾說過：
多虧了製定者，美國的保守主義在真正崇高的層面上開始了。詹姆斯·麥迪遜、亞歷山大·漢密爾頓、約翰·馬歇爾、約翰·傑伊、詹姆斯·威爾遜，最重要的是，約翰·亞當斯渴望建立一個共和國，讓保守派如此珍視的價值觀得以蓬勃發展：和諧、穩定、美德、崇敬、崇敬、忠誠、自律，適度。這是古典保守主義最真實的表達。
類似於伯克傳統主義的東西通過聯邦黨的政策和原則以及約翰·亞當斯和亞歷山大·漢密爾頓所體現的領導層傳播到美國殖民地。聯邦黨人強烈反對法國大革命的過度和不穩定，捍衛傳統的基督教道德，支持基於“財產、教育、家庭地位和道德責任感”的新“自然貴族”。
約翰·亞當斯是美國革命時期傳統社會秩序最早的捍衛者之一。在他的《憲法辯護》（1787）中，亞當斯抨擊了托馬斯潘恩等激進分子的觀點，後者主張建立一院制立法機構（亞當斯認為它過於民主）。他翻譯的《達維拉話語》（1790）也包含他自己的評論，是對“人類政治動機”的考察。亞當斯認為，人的動機不可避免地會導致危險的衝動，政府有時需要進行干預。
聯邦黨的領導人是財政部長亞歷山大·漢密爾頓，也是《聯邦黨人文集》的合著者，當時和今天仍然是對1789年新憲法的主要解釋。漢密爾頓對杰斐遜的古典自由主義和法國大革命產生的激進思想都持批評態度。他拒絕自由放任的經濟，支持強大的中央政府。

## 19世纪
在革命一代之後的時代，輝格黨採取了類似於伯克保守主義的做法，儘管輝格黨很少引用伯克。輝格黨政治家們領導了對傳統和習俗的指控，反對傑克遜時代盛行的民主精神。代表等級制度和有機社會，他們對聯盟的概念在許多方面與本傑明·迪斯雷利的“一國保守主義”相似。
與亨利·克萊一起，最值得注意的輝格派政治家是波士頓的丹尼爾·韋伯斯特。作為堅定的统一主義者，他最著名的演講是他的“對海恩的第二次答复”（1829年），在那裡他批評了約翰·卡爾霍恩等南方人的論點，即各州有權廢除他們認為違憲的聯邦法律。韋伯斯特很少提及伯克，但他偶爾也會遵循類似的思路。
韋伯斯特的知識和政治繼承人是欽佩伯克的乔特（Rufus Choate）。喬特是新英格蘭新興法律文化的一部分，以新成立的哈佛法學院為中心。他認為律師是憲法的維護者和維護者，受過教育的人有責任管理政治機構。喬特最著名的演講是“美國律師協會的地位和職能，作為國家保守主義的一個因素”（1845年）。
另外，北方戰前時期的兩個人物被埃默里大學教授帕特里克·阿利特稱為“文明的守護者”：喬治·蒂克諾（George Ticknor）和愛德華·埃弗里特（Edward Everett）。
蒂克诺曾在哈佛接受過達特茅斯教育，是波士頓地區人文學習的主要傳播者。作為波士頓公共圖書館的創始人和一個古老的聯邦主義者家庭的後裔，蒂克諾在國內用羅曼語和但丁和塞萬提斯的作品教育他的學生，同時在國外向他的許多國際朋友宣傳美國，包括拜伦勋爵和塔列朗。
和蒂克诺一樣，愛德華·埃弗里特在同一所德國大學——哥廷根大学——接受教育，並主張美國遵循與古希臘人相同的美德，他最終以輝格黨的身份進入政界。作為堅定的统一主義者（就像他的朋友丹尼爾·韋伯斯特一樣），埃弗里特對席捲全國的傑克遜民主主義感到遺憾。他本身就是一位著名的演說家，他支持林肯、反對南方分裂。
美國天主教記者和政治理論家（以及前政治和宗教激進分子）奧雷斯特斯·布朗森（ Orestes Brownson）以撰寫《美國共和國》（1865）而聞名，這是一部研究美國如何實現天主教傳統和西方文明的論文。布朗森對北方廢奴主義者和南方分裂主義者都持批評態度，他本人也是一個堅定的統一主義者。

## 20世纪

### 上半叶
20世紀，大西洋兩岸的傳統保守主義主要集中在兩種出版物上：《书人》（The Bookman）其繼任者《美国评论》（The American Review）。這些期刊由柯林斯（Seward Collins）编辑，发表了英國分配主義者、新人文主义者、南方農業主义者、T·S·艾略特、达森（Christopher Dawson）等人的著作。最終，柯林斯轉向支持法西斯主義，結果失去了許多傳統主義支持者的支持。儘管由於柯林斯日益激進的政治觀點導致該雜誌的衰落，但《美國評論》在傳統主義保守主義的歷史上留下了深刻的印記。
20世紀早期傳統保守主義的另一個知識分支被稱為新人文主義（New humanism）。由哈佛大學教授歐文·巴比特和普林斯頓大學教授保羅埃爾默·莫爾領導的新人文主義是一場反對浪漫主義和自然主義的文學和社會批評運動。從19世紀後期開始，新人文主義捍衛藝術標準和“第一原則”。1930年達到頂峰，两人出版了各種书籍。
另一組傳統主義保守派是南方農業主义者。最初是一群被稱為“逃亡者”的范德比爾特大學詩人和作家，他們包括約翰·克勞·蘭森（John Crowe Ransom）、艾倫·泰特、诗人唐納德·戴維森（Donald Davidson）和羅伯特·佩恩·沃倫。